# Okopy (skały)

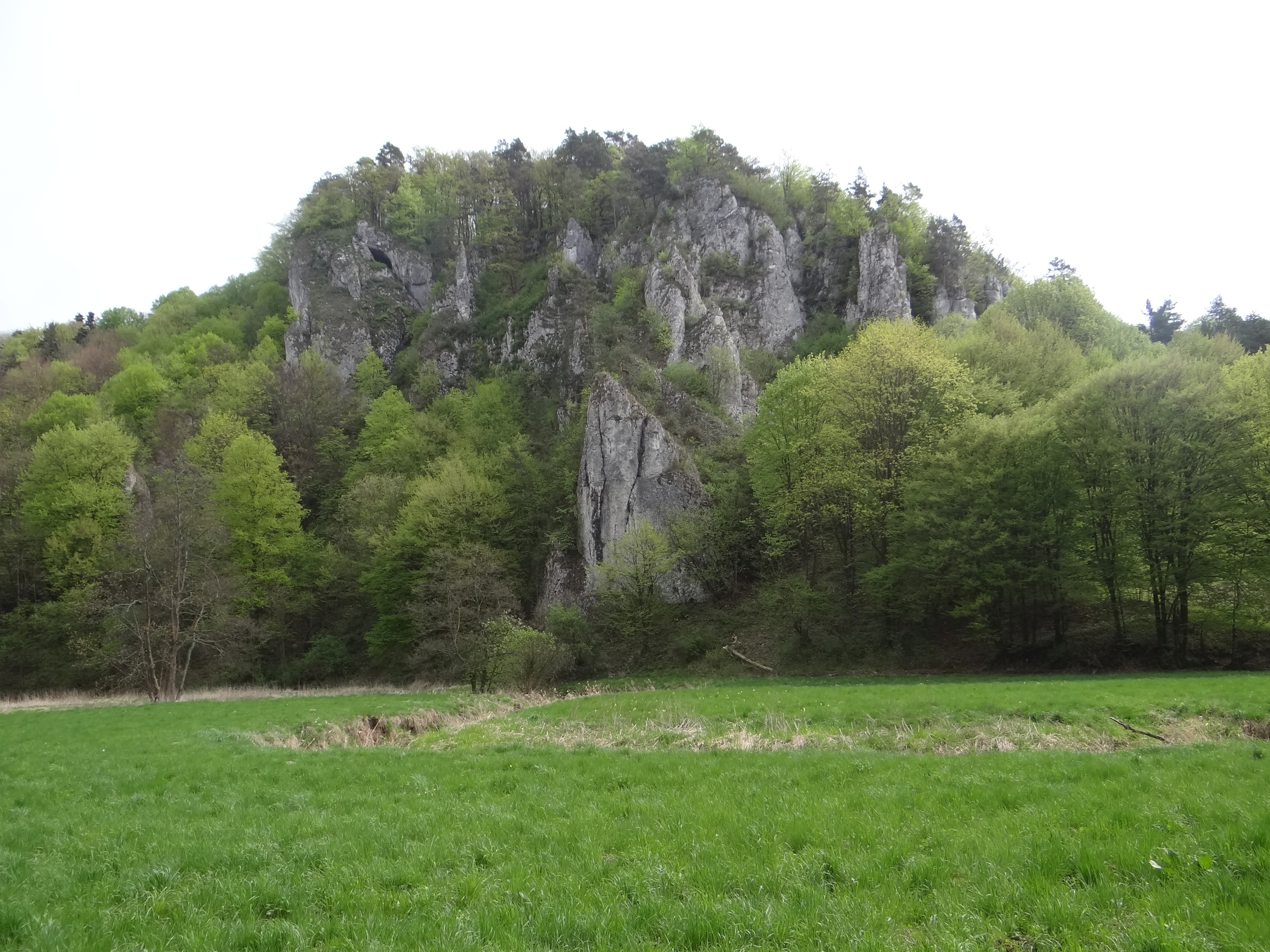
Widok na Okopy ze szlaku turystycznego dnem Doliny Prądnika

Okopy – grupa skał w lewych zboczach Doliny Prądnika w Ojcowskim Parku Narodowym. Znajdują się na wzgórzu Okopy, zwanym też Górą Okopy, naprzeciwko wylotu doliny Korytania. Są dobrze widoczne z drogi biegnącej Doliną Prądnika, gdyż tworzy ona w tym miejscu niewielkie rozszerzenie pokryte łąkami.
Pochodzenie nazwy nie jest znane. Wzgórze Okopy znane jest natomiast z odkrytych przez archeologów na jego szczycie pozostałości dawnego grodziska, również zwanego Okopy, oraz jaskiń znajdujących się na jego skałach. Jedna z nich (Jaskinia Okopy Wielka Dolna) ma otwór na wysokości około 90 m nad dnem Doliny Prądnika i dobrze z niej widoczny. Kilkanaście metrów powyżej tego otworu znajduje się otwór drugiej jaskini – Jaskinia Okopy Górna.
Przez las powyżej szczytów skał Okopów prowadzi znakowany szlak turystyczny. Pionowe ściany od strony szlaku zabezpieczono linowymi barierkami. 

## Szlak turystyki pieszej
wejście obok skały Słupek, przez wąwóz Wawrzonowy Dół, wypłaszczenie Skały Krukowskiego, Jaskinię Ciemną, powyżej skały Rękawica, przez punkty widokowe na górze Koronnej i skałę Wapiennik, obok Podwójnej i Skały Puchacza do dna Doliny Prądnika przy wylocie Wąwozu Smardzowickiego. 